# Desbordesia glaucescens
Desbordesia glaucescens är en tvåhjärtbladig växtart som först beskrevs av Adolf Engler, och fick sitt nu gällande namn av Tiegh.. Desbordesia glaucescens ingår i släktet Desbordesia och familjen Irvingiaceae. Inga underarter finns listade i Catalogue of Life.